# Xenonlampe
En xenonlampe er en lyskilde, hvor lyset genereres i et udladningsrør fyldt med ædelgassen xenon. Typisk for en xenonpærer er lavt energiforbrug sammenlignet med glødelamper, ligesom de tænder hurtigere end lysstofrør. De er ikke egnede til at tænde og slukke ofte. Xenonlamper er ofte brugt i motorkøretøjers forlygter på grund af dens meget høje luminans og gode farvegengivende egenskaber.